# 吳堃
吳堃（？—？），清朝政治人物。福建崇安縣人。
吳堃為貢生出身。嘉慶二十四年（1819年）十二月，署任湖南永順府龍山縣知縣。